# Ibis à face noire
Theristicus melanopis
Espèce
Statut de conservation UICN

 LC  : Préoccupation mineure
L'Ibis à face noire (Theristicus melanopis) est une espèce d'oiseau des régions tropicales et sous-tropicales appartenant à la famille des Threskiornithidae. L'Ibis des Andes (T. branickii) était autrefois considéré comme une sous-espèce de l'Ibis à face noire. Cette espèce est présente dans les régions tropicales et sous-tropicales du Nouveau Monde.

## Description
L'ibis à face noire mesure environ 75 cm, pour un poids de 1,2 kg. Sa tête et sa poitrine sont de couleur ocre, la nuque et la calotte crânienne sont plus foncés. Le dessus des ailes ainsi qu'une bande sur la poitrine sont gris. Enfin, le bas du corps est noir, tout comme la peau autour de l'œil et à la base du bec.

## Répartition
Cette espèce d'ibis vit au Chili et dans le sud de l'Argentine. Une population isolée est présente dans l'ouest du Pérou.

## Mode de vie
Cet oiseau niche en colonies, au sol ou sur des falaises. Au Chili, la taille de ces colonies atteint généralement 10 à 30 couples d'ibis, bien qu'une colonie de plus de 50 couples ait été observée sur un site de reproduction en Terre de Feu.
Son alimentation est composée d'insectes, de petits reptiles, d'amphibiens ainsi que de scorpions, proies qu'il peut capturer grâce à son long bec.

## Galerie

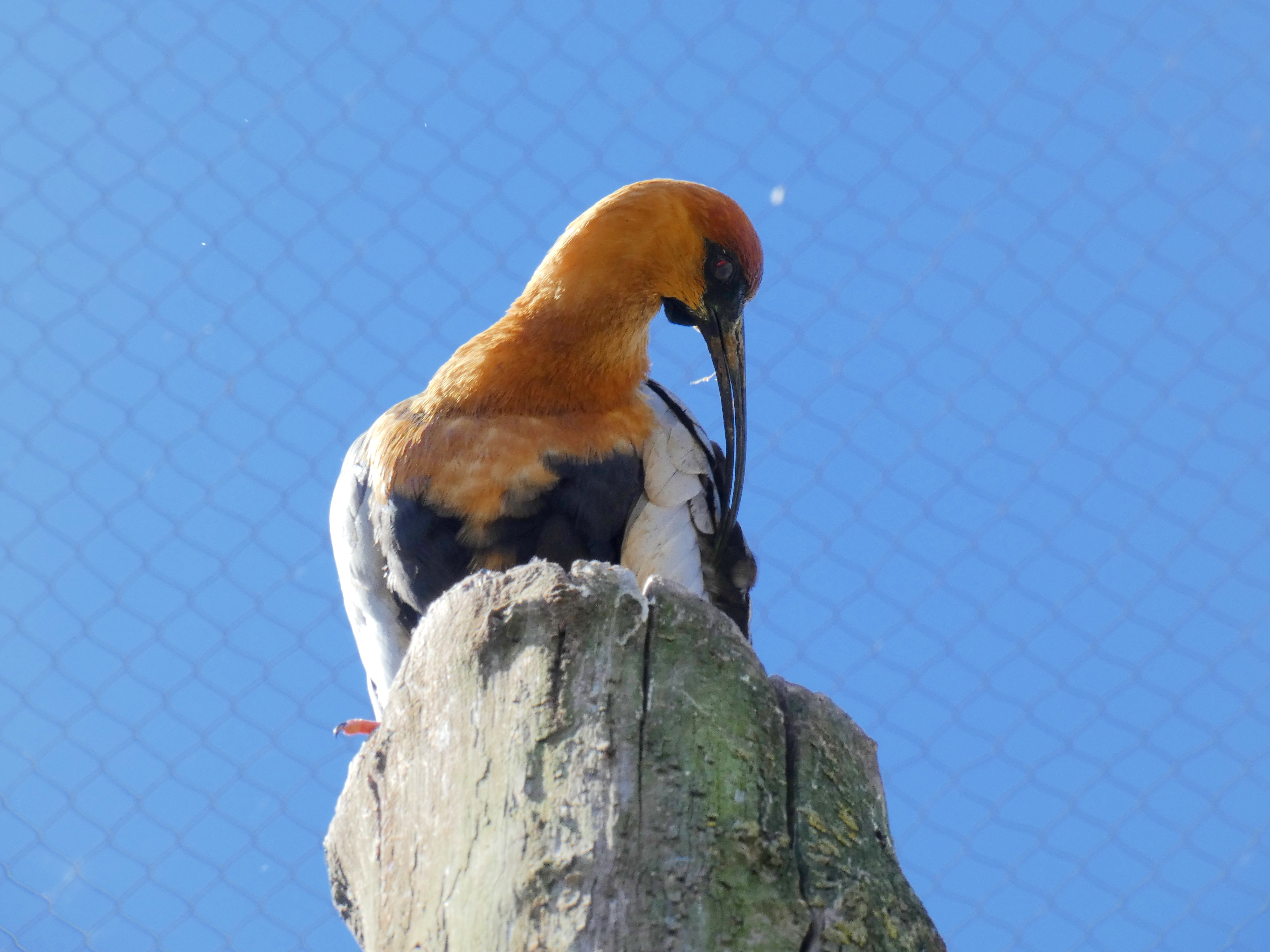
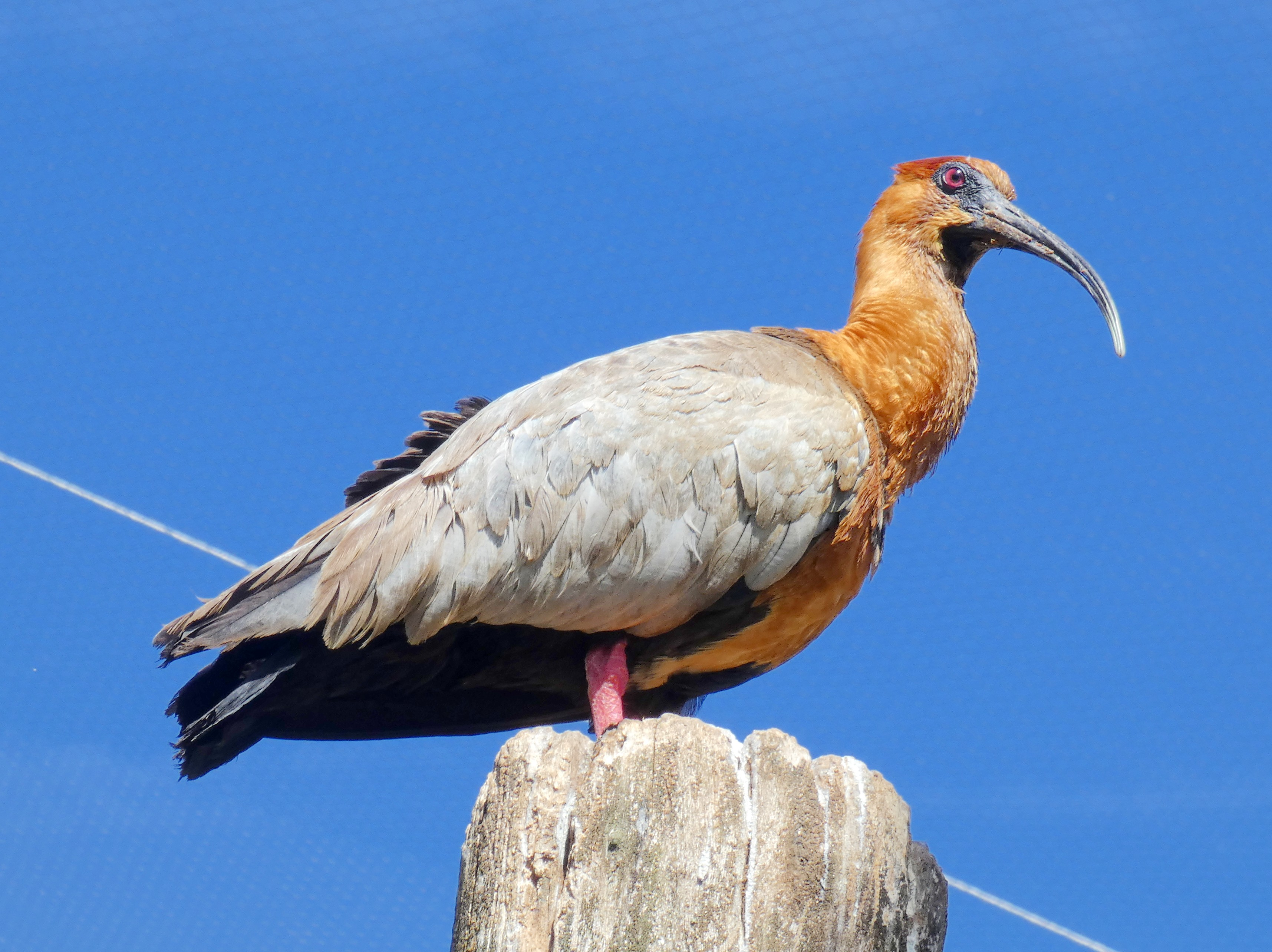